# Lasagna
Lasagne (italiană: [laˈzaɲɲe]) sunt un tip de paste largi, plate, posibil unul dintre cele mai vechi tipuri de paste.
Lasagna este un fel de mâncare italiană compus din straturi suprapuse de paste subțiri plate, alternând cu umpluturi precum ragù (carne măcinată și sos de roșii) și alte legume, brânză (care poate include ricotta și parmezan) și condimente și mirodenii precum usturoiul, oregano și busuioc. Mâncarea poate fi acoperită cu brânză mozzarella rasă topită. De obicei, pastele fierte sunt așezate cu celelalte ingrediente și apoi coapte la cuptor. Lasagna rezultată este tăiată în porții pătrate.

## Origini și istorie
Lasagne provine din Italia în Evul Mediu și au fost atribuite în mod tradițional orașului Napoli. Prima rețetă înregistrată a fost stabilită la începutul secolului al XIV-lea în Liber de Coquina (Cartea de bucate). Avea doar o ușoară asemănare cu forma tradițională de lasagne de mai târziu, cu un aluat fermentat turtit în foi subțiri fierte (lasagne), presărat cu brânză și mirodenii și apoi mâncat cu un băț mic ascuțit. Rețetele scrise în secolul următor după Liber de Coquina, recomandă fierberea pastelor în supă de pui și îmbrăcarea cu brânză și grăsime de pui. Într-o rețetă adaptată postului, nucile au fost recomandate.
Lasagna tradițională din Napoli, lasagne di carnevale, este stratificată cu cârnat local, chiftele mici prăjite, ouă fierte, brânză ricotta și mozzarella și cu un sos de ragù napolitan, un sos din carne. Lasagne al forno, stratificată cu un ragù mai gros și sos Beșamel, și care corespunde celei mai comune versiuni a preparatului în afara Italiei, sunt asociate în mod tradițional cu regiunea Emilia-Romagna din Italia. În alte regiuni, lasagna poate fi făcută cu diverse combinații de brânză ricotta sau mozzarella, sos de roșii, carne (de exemplu, carne măcinată de vită, porc sau pui) și legume (de exemplu, spanac, dovlecei, măsline, ciuperci), iar felul de mâncare este aromatizat de obicei cu vin, usturoi, ceapă și oregano. În toate cazurile, lazanele sunt coapte la cuptor (al forno).

## Etimologie
În Roma Antică, era un fel de mâncare similar cu niște lazane tradiționale numit lasana sau lasanum (cuvântul latin pentru „recipient” sau „oală”) descris în cartea De re coquinaria de Marcus Gavius Apicius, dar cuvântul ar putea avea o origine mai antică. Prima teorie este că lasagne provine din cuvântul grecesc λάγανον (laganon), o foaie plată de aluat de paste tăiată în dungi.

## Galerie

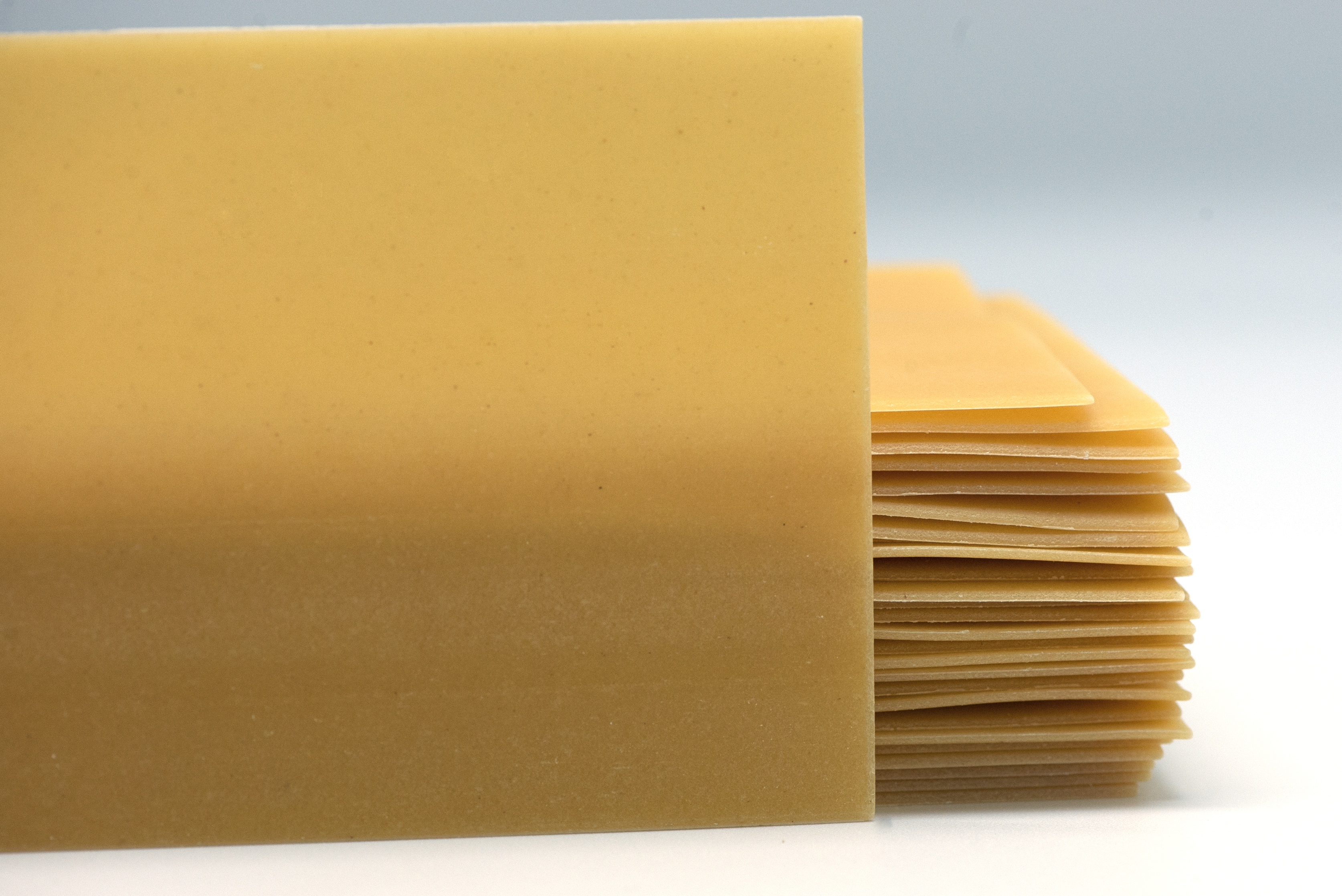
Foi de lasagne plate înainte de gătit
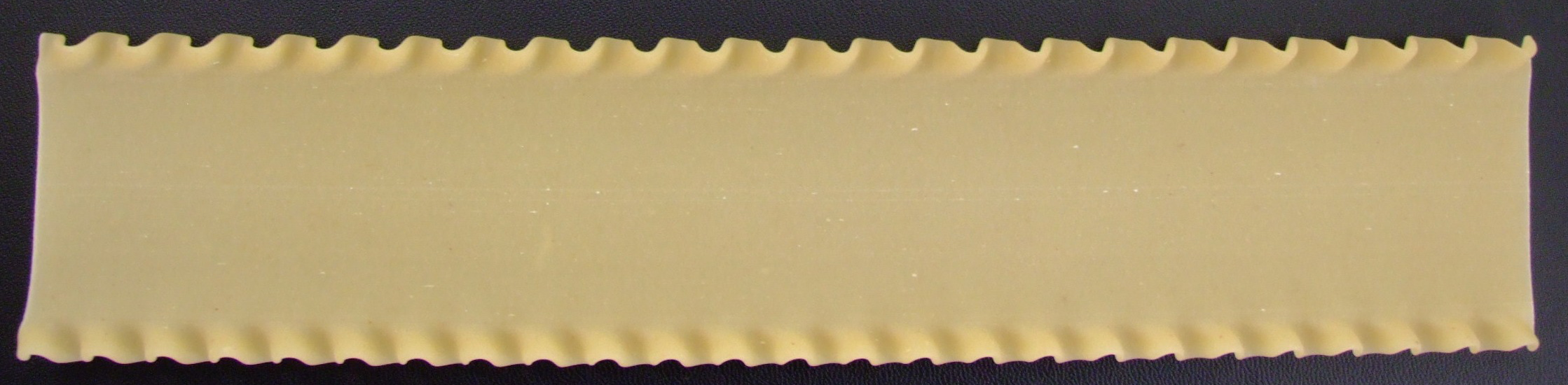
Lasagne cu margini zburlite
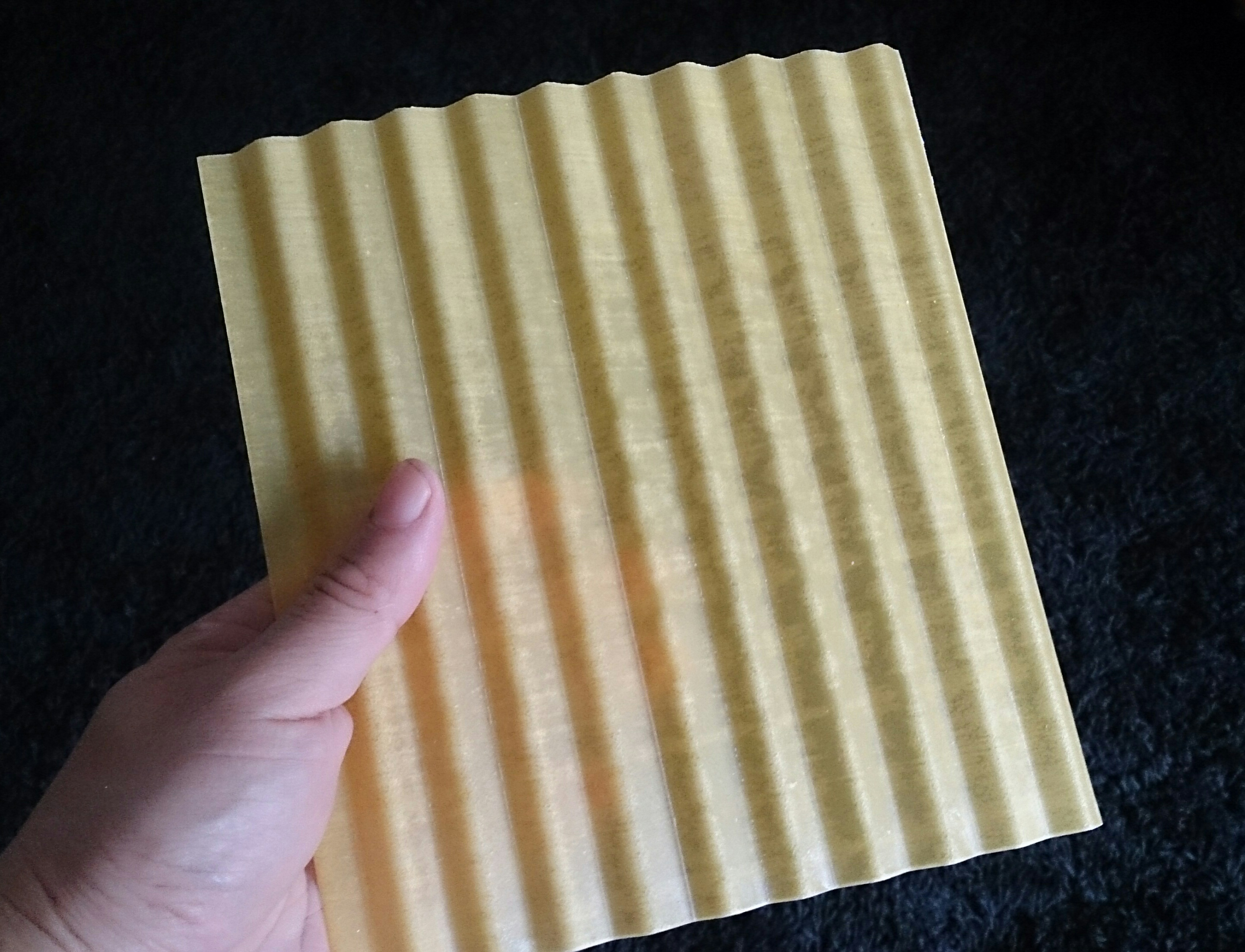
Lasagne complet crestate
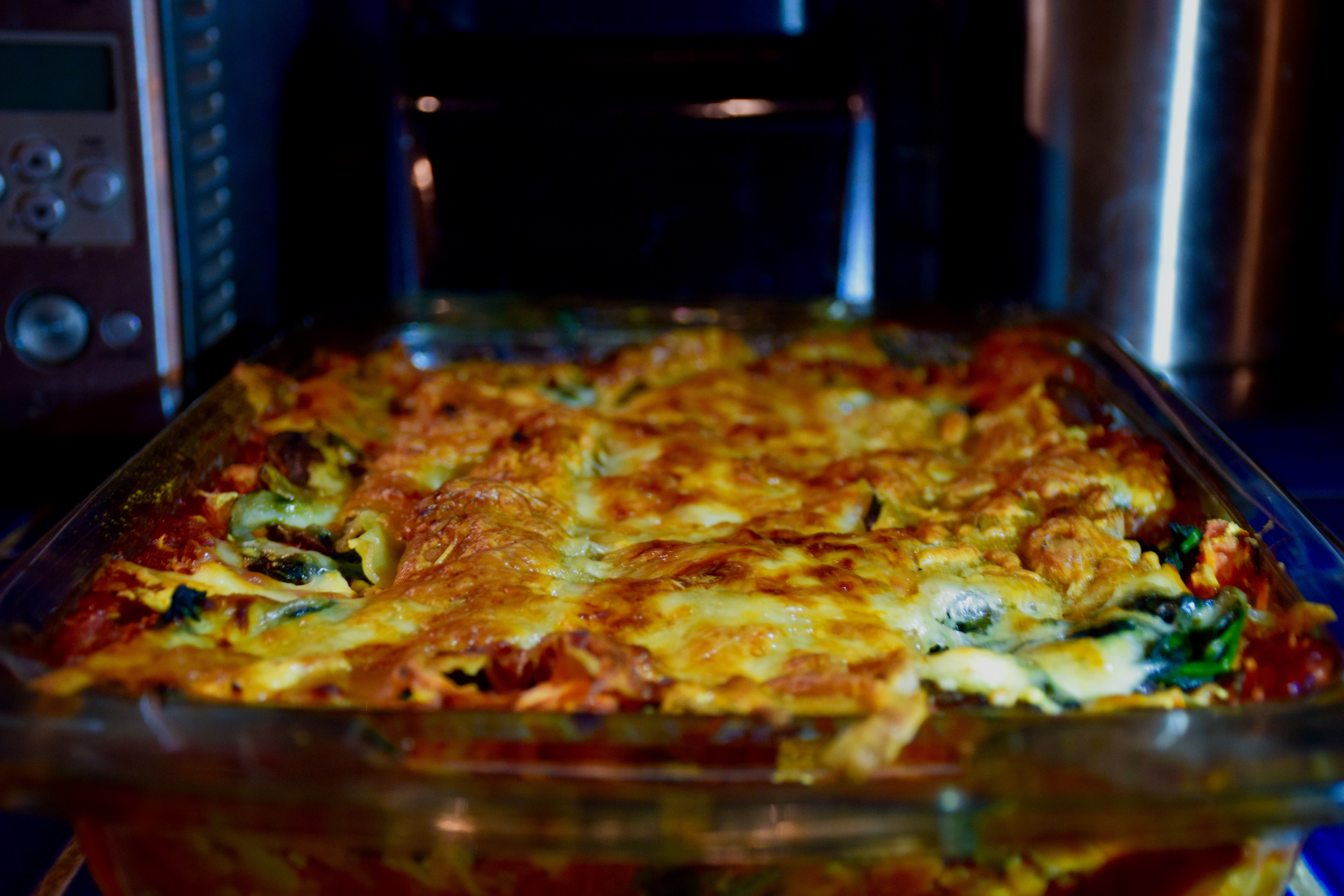
Lasagna vegetariană din sos de roșii, spanac, feta, morcovi, ciuperci și emmental ras
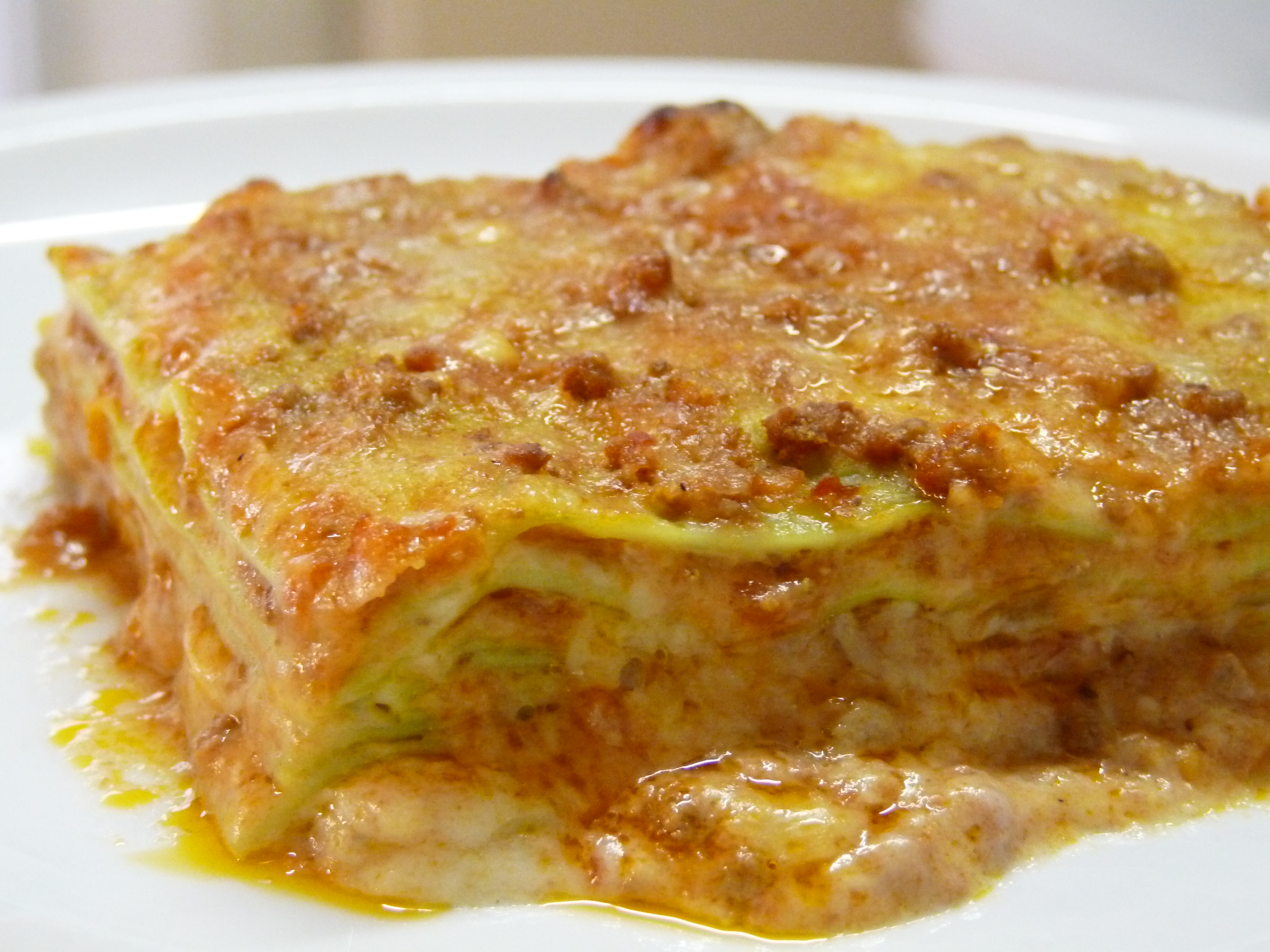
Lasagne cu ragù, parmezan și bechamel, tipice bucătăriei bolgneze
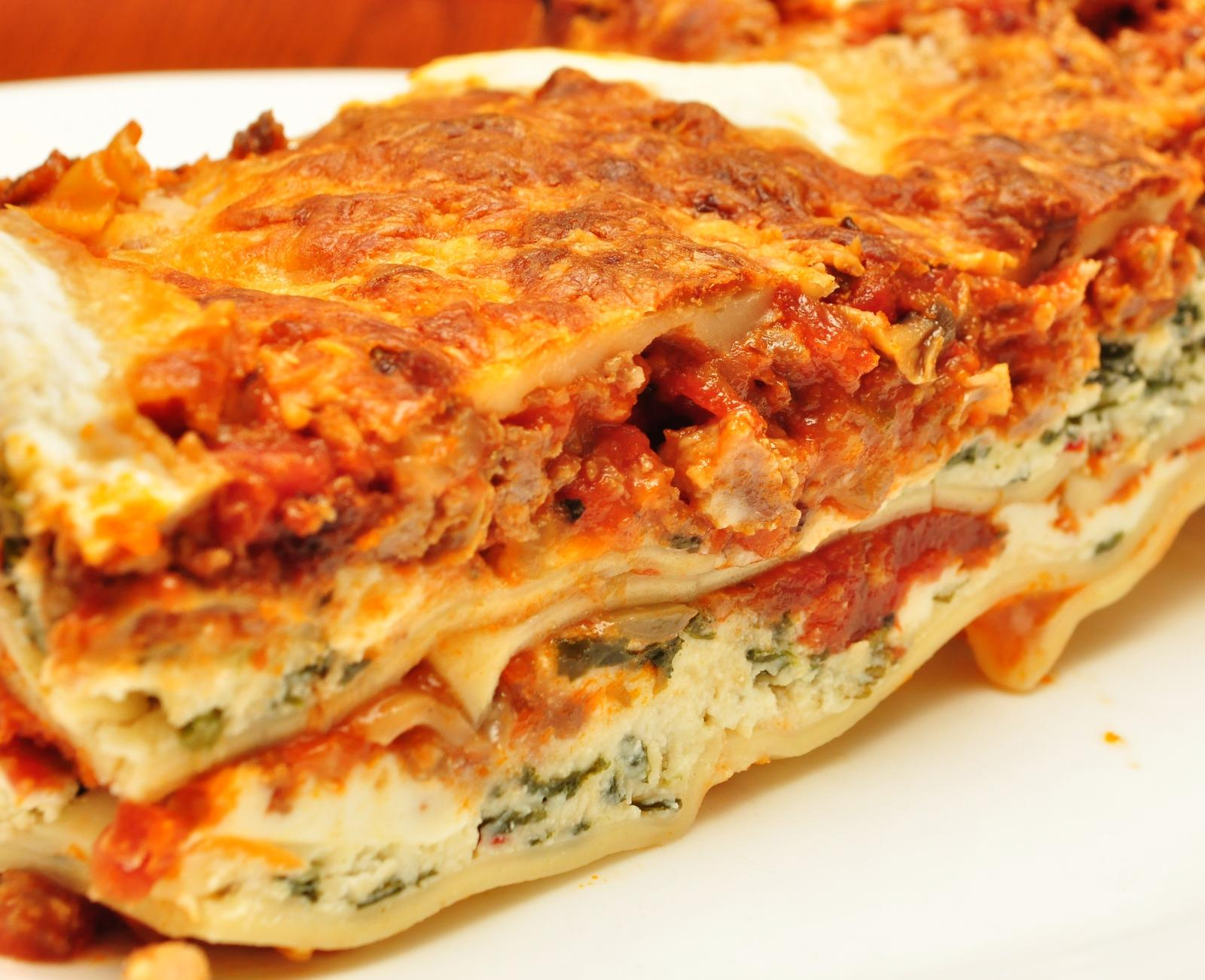
O vedere de aproape a lasagnei care prezintă straturile de sos, brânză și alte ingrediente